# Source SDK
Source SDK er et Software Development Kit udgivet af Valve Software, der bliver brugt til at lave baner og modifikationer til Valve Source Engine.
Alle ejere af et Source-spil som f.eks. Counter Strike: Source, kan frit downloade, og bruge udviklingssættet gennem Steam.

## Programmer
Source SDK indeholder en lang række programmer. De fleste er konsolbaseret, mens et par stykker er normale programmer.
- bspzip
- demoinfo
- glview
- Hammer
- height2normal
- hlfaceposer
- Model Viewer
- motionmapper
- qc_eyes
- SDKLauncher
- shadercompile
- studiomdl
- vbsp
- vconfig
- vrad
- vtex
- vtf2tga
- vvis
- xwad

 Der er for få eller ingen kildehenvisninger i denne artikel, hvilket er et problem. Du kan hjælpe ved at angive troværdige kilder til de påstande, som fremføres i artiklen.

| computerspil | Spire Denne computerspilsrelaterede artikel er en spire som bør udbygges. Du er velkommen til at hjælpe Wikipedia ved at udvide den. |